# Raimund Brichta

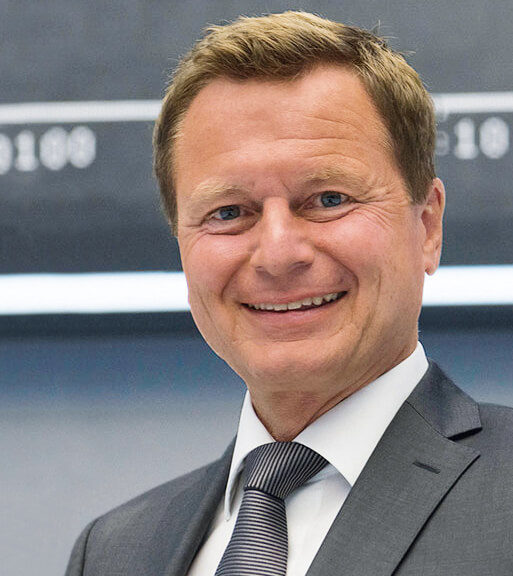
Raimund Brichta

Raimund Brichta (* 17. August 1959 in Frankfurt am Main) ist ein deutscher Fernsehmoderator, freier Finanzjournalist, Börsenreporter und Videoproduzent beim deutschen Nachrichtensender n-tv. Er betätigt sich außerdem als Sachbuchautor, Mediencoach, Blogger und Podcaster.

## Leben
Nach seiner Schulzeit volontierte Brichta zunächst bei der Nachrichtenagentur Vereinigte Wirtschaftsdienste (VWD) und schloss daraufhin ein Studium der Volkswirtschaftslehre an der Frankfurter Goethe-Universität erfolgreich ab. In den 1990er Jahren baute Brichta als Leiter der Wirtschaftsredaktion die Börsen- und Wirtschaftsberichterstattung von n-tv auf. Seit 1992 moderiert er die Telebörse, berichtet in Live-Schalten vom Frankfurter Parkett und arbeitet beim Sender in weiteren Funktionen. Zwischenzeitlich wechselte Brichta die Seite der Finanzkommunikation und stand der Investor-Relations-Agentur bv Medien als geschäftsführender Gesellschafter vor. Obwohl Brichta täglich von den Aktienmärkten berichtet, besitzt er selbst keinerlei Aktien.

## Tätigkeiten
Neben seinem Wirken als Anchorman stehen im Fokus seiner Arbeit weitere Engagements in klassischen Medien sowie multimediale Tätigkeiten und Auftritte abseits der Kamera. So begleitet und moderiert Brichta Firmenevents und tritt als Ratgeber für Medientraining auf, wozu er ebenso ein Buch veröffentlichte. In zwei weiteren literarischen Werken widmet sich Brichta der Geldanlage und monetären Themen. Sein Hauptwerk „Die Wahrheit über Geld“ beleuchtet die Hintergründe des Geldsystems und gilt als Nachschlagewerk für Geldinteressierte, während das Buch mit dem Titel „Die unbeschreibliche Leichtigkeit des Geldanlegens“ als Leitfaden für Privatanleger gilt. In seiner dritten Veröffentlichung hat Brichta in Co-Autorschaft mit Alexander Kirchner ein „Medientraining für Manager“ verfasst. In der jüngeren Vergangenheit hat sich Brichta mit einem Finanzmarktblog und einem Wirtschaftspodcast auch einen Namen abseits klassischer Medienberichterstattung im Web 2.0 gemacht.

## Podcast
Zusammen mit seinem n-tv-Kollegen Etienne Bell gibt Brichta im wöchentlichen Rhythmus den Wirtschaftspodcast Brichta & Bell heraus. Das Duo befasst sich darin mit wechselnden Themen aus der Wirtschaftswelt und beleuchtet Hintergründe zu Konjunktur, Finanzmarktgeschehen und Kursentwicklungen. Der zehnminütige Podcast richtet sich an die Zielgruppe der Wirtschafts- und Politikinteressierten.

## Weblog
In Kooperation mit dem Finanz- und Fondsexperten Volker Schilling betreibt Brichta die Wertpapieranlage Wahre Werte Depot, dem ein Weblog angeschlossen ist. In diesem Blog berichten die beiden Ökonomen über aktuelle Themen aus Unternehmen, Handel und Börse. Dabei veröffentlichen sie Einträge zur Lage an den Finanzmärkten, publizieren depotrelevante Informationen und äußern sich über geld- und wirtschaftspolitischen Entscheidungen. Eine Besonderheit des Blogs stellt das hohe Maß an Interaktivität dar.

## Erfolge
Brichta wurde mit dem State-Street-Preis für Finanzjournalisten 2008 ausgezeichnet und im selben Jahr nach einer Umfrage von Börse Online zum beliebtesten männlichen Börsenkommentator im deutschen Fernsehen gekürt.